# Adoxophyes tripselia
Adoxophyes tripselia es una especie de polilla del género Adoxophyes, tribu Archipini, subfamilia Tortricinae.

## Distribución
Se distribuye por Australia (Queensland).

## Taxonomía
Fue descrita por Lower en 1908 y publicada en Transactions and Proceedings of the Royal Society of South Australia 32: 318.